# Fidena palidetarsis
Fidena palidetarsis är en tvåvingeart som beskrevs av Krober 1930. Fidena palidetarsis ingår i släktet Fidena och familjen bromsar. Inga underarter finns listade i Catalogue of Life.